# Frits Läffler
Leopold Fredrik (Frits) Alexander Läffler, före 1886 Leffler, född den 15 november 1847 i Stockholm, död den 31 juli 1921 i Djursholm i Danderyds församling, var en svensk språkvetare. Han var son till Olof Leffler och bror till Gösta Mittag-Leffler, Anne Charlotte Leffler och Artur Leffler. Han var även fosterbror till Viktor Lorén.

## Biografi
Läffler blev student vid Uppsala universitet 1866 samt filosofie doktor och docent i nordiska språk vid Uppsala universitet 1872 på avhandlingen Om konsonantljuden i de svenska allmogemålen (I, 1872), den första sammanfattande framställningen i detta ämne.
Läffler förestod under ordinarie innehavarens sjukdom höstterminen 1875 samt vårterminen 1880 till vårterminen 1883 professuren i nordiska språk i Uppsala och utnämndes 1881 till extraordinarie professor i svenska språket där. Från och med höstterminen 1883 och tills han 1904 erhöll avsked, var han tjänstledig på grund av sjukdom. Läffler kan anses vara en av de första i Sverige som ägnat sig åt rent språkvetenskapliga studier i fullt modern mening. 
Läffler skrev en mängd uppsatser och artiklar i tidskrifter och tidningar om fonetik, germansk och nordisk grammatik, runkunskap, fornsvensk laghistoria, genealogi och heraldik, rättstavningsreformer och medeltidslatinsk vers, vittnande om mångsidig lärdom, självständighet och skarpsinne. 
Läffler invaldes 1908 i Vitterhetsakademien samt i Vetenskaps- och Vitterhetssamhället i Göteborg. Han är begravd på Djursholms begravningsplats.